# Episodi di Sissi, la giovane imperatrice (terza stagione)
| N° | Titolo                          | Data             |
| -- | ------------------------------- | ---------------- |
| 53 | Dare l'esempio                  | 26 dicembre 2019 |
| 54 | Obbedire o non obbedire         | 26 dicembre 2019 |
| 55 | Una coppia di pavoni            | 9 gennaio 2020   |
| 56 | La rivoluzione dei topi         | 26 dicembre 2019 |
| 57 | Regalmente sotto controllo      | 26 dicembre 2019 |
| 58 | Errori di pronuncia             | 14 gennaio 2020  |
| 59 | Cuccioli, ovunque cuccioli!     | 15 gennaio 2020  |
| 60 | Il più bel compleanno di sempre | 16 gennaio 2020  |
| 61 | Ridere tutti insieme            | 17 gennaio 2020  |
| 62 | Tutti i tipi di bellezza        | 20 gennaio 2020  |
| 63 | Un tempo e un luogo per tutto   | 21 gennaio 2020  |
| 64 | Un comodo ferro di cavallo      | 22 gennaio 2020  |
| 65 | Il diadema magico               | 23 gennaio 2020  |